# John Henry Sharpe
John Henry Sharpe, né le 8 novembre 1921 aux Bermudes et mort le 11 juillet 1999, est un homme politique bermudien. Il est Premier ministre des Bermudes de 1975 à 1977.

## Biographie
John Henry Sharpe est né aux Bermudes le 8 novembre 1921. Il fait ses études aux Bermudes puis à l'Université Mount Allison au Canada dont il sort diplômé en commerce. Pendant la Seconde Guerre mondiale, il s'engage dans l'Aviation royale canadienne de 1943 à 1945. De retour aux Bermudes après la guerre, il travaille dans l'industrie. 
En 1963, il est élu au Parlement des Bermudes. En 1968, il devient ministre des Finances dans les gouvernements de Henry Tucker puis d'Edward Richards ; dans ce dernier gouvernement, il devient aussi vice-Premier ministre. En 1975, Edward Richards lui laisse son poste de Premier ministre des Bermudes, mais une érosion du score de Parti bermudien uni lors des élections de 1976 et une révolte d'une partie du gouvernement le pousse à la démission en 1977. Il continue cependant à occuper différents postes ministériels dans les gouvernements du Parti bermudien uni. Il est fait chevalier en 1977.